# Carlos Marighella
Carlos Marighella (Salvador, 5 de dezembro de 1911 – São Paulo, 4 de novembro de 1969) foi um político, escritor e guerrilheiro comunista marxista-leninista brasileiro.
Um dos principais organizadores da luta armada contra a ditadura militar brasileira (1964–1985), Marighella chegou a ser considerado o inimigo "número um" do regime. Foi cofundador da Ação Libertadora Nacional (ALN), organização de caráter revolucionário.
Em novembro de 1969 foi assassinado por agentes do Departamento de Ordem Política e Social (DOPS) em uma emboscada.

## Vida pessoal

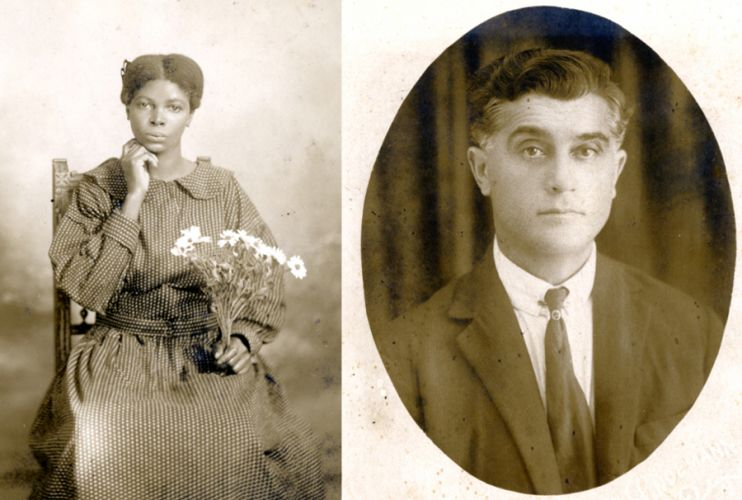
Os pais de Marighella

Carlos Marighella foi um dos sete filhos de uma família pobre de Salvador. Seu pai era o imigrante italiano Augusto Marighella, operário metalúrgico, mecânico e ex-motorista de caminhão de lixo que chegara a São Paulo e se transladara à Bahia. Sua mãe era a baiana e ex-empregada doméstica Maria Rita do Nascimento, negra e filha livre de escravos africanos trazidos do Sudão (negros hauçás). Nasceu em Salvador no dia 5 de dezembro de 1911, residindo na Rua do Desterro 9, Baixa do Sapateiro, onde concluiu o seu curso primário e o secundário.
Augusto Marighella veio ao Brasil fazer companhia à sua mãe, que saíra da Itália para São Paulo depois de tornar-se viúva. Tendo sua mãe casado de novo, Augusto mudou-se para Salvador aos vinte e dois anos de idade, no dia 4 de novembro de 1907. Procurava trabalho como metalúrgico, mas se empregou como motorista e mecânico de caminhão de lixo. Conheceu Maria Rita em 1908, ainda como empregada doméstica, trabalhando para uma família francesa aos vinte anos de idade. Os pais de Carlos mudaram-se para uma casa na Rua da Fonte das Pedras, perto do dique do Tororó, onde sua mãe lhe dera à luz na madrugada de uma terça feira e, tempos mais tarde, à irmã de Carlos Marighella, Anita Marighella. Mudaram-se para Barão do Desterro cerca de três anos mais tarde, onde Augusto adquiriu uma oficina mecânica ao lado da nova casa e Carlos Marighella passaria toda a infância.. Augusto era Católico romano, enquanto Maria Rita era de origem Muçulmana Malê, e Carlos cresceu praticando a religião católica, eventualmente se tornando ateu na juventude.
Marighella teve um único filho, Carlos Augusto Marighella, fruto do seu primeiro casamento com Elza Sento Sé. Seu segundo casamento foi com a militante comunista Clara Charf. Sua neta, Maria Marighella, foi eleita em 2020 para o cargo de vereadora de Salvador.

## Carreira política e ativismo
Com incentivo do pai, Carlos Marighella se alfabetizara cedo, na idade de quatro anos. Seu pai fomentava a leitura de Carlos com livros nacionais e importados, sobretudo autores franceses. Chegou a reformar seu escritório a fim de servir para Carlos como sala de estudos. Inscreveu-se no primeiro ano em 1925 no colégio Carneiro Ribeiro, no Largo da Soledade, onde terminou o curso com treze anos e mudou-se para o Ginásio da Bahia, atual Colégio Central, na Avenida Joana Angélica. Lá ficou conhecido por responder uma prova de física em versos, exame que ficou exposto no colégio até a concretização do golpe de 1964.

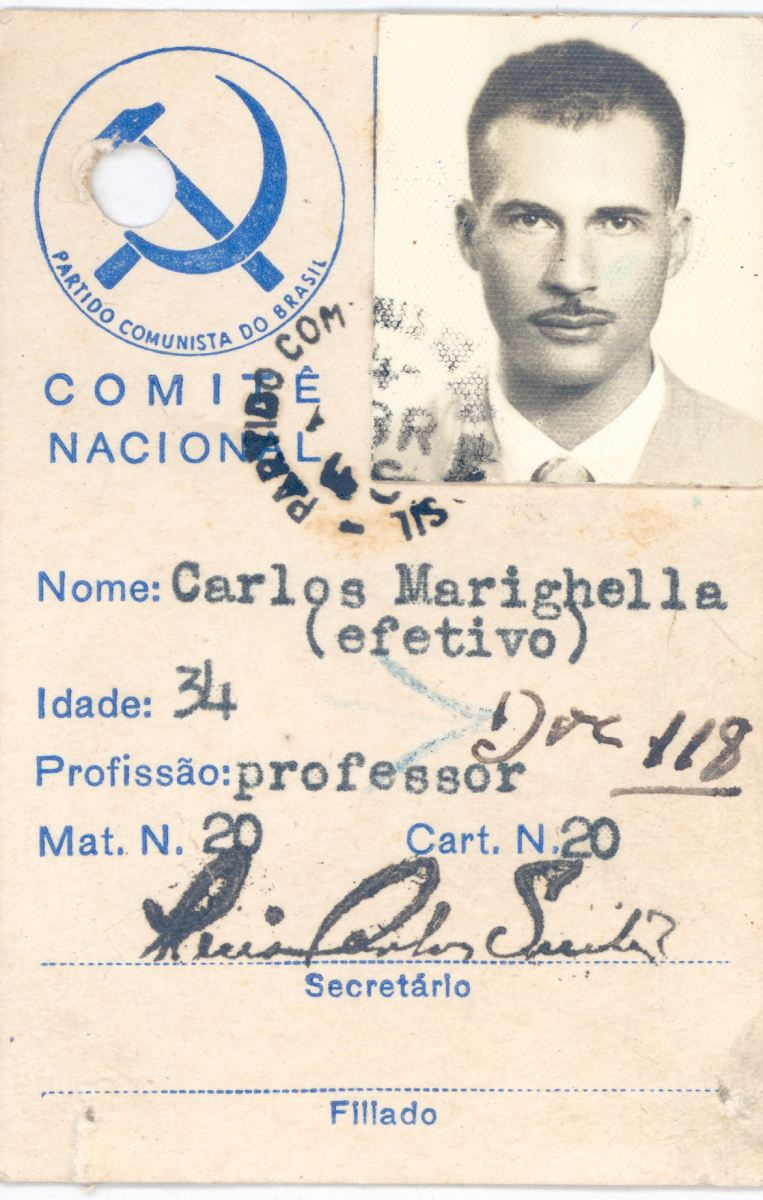
Carteira de filiação de Marighella ao Partido Comunista do Brasil

Em 1934, abandonou o curso de engenharia civil da Escola Politécnica da Bahia para ingressar no PCB. Tornou-se então, militante profissional do partido e se mudou para o Rio de Janeiro, trabalhando na reorganização do PCB.
Conheceu a prisão pela primeira vez em 1932, após escrever um poema contendo críticas ao interventor Juracy Magalhães. Libertado, prosseguiria no ativismo político, interrompendo os estudos universitários no terceiro ano, em 1934, quando deslocou-se para o Rio de Janeiro.
Em 1º de maio de 1936, foi preso por subversão e torturado pela polícia subordinada a Filinto Müller. Permaneceu encarcerado por um ano. Foi solto pela "macedada" (nome da medida tomada pelo ministro da Justiça José Carlos de Macedo Soares, que libertou os presos políticos sem condenação). Ao sair da prisão entrou para a clandestinidade, sendo recapturado em 1939 e novamente torturado, permanecendo na prisão até 1945, quando foi beneficiado com a anistia do processo de redemocratização do país.
Elegeu-se deputado federal constituinte pelo PCB baiano em 1946. Nesse período teve um breve relacionamento com Elza Sento Sé, operária da Light, com quem teve um filho, Carlos Augusto Marighella, nascido a 22 de maio de 1948 no Rio de Janeiro. Neste mesmo ano, Marighella voltou a perder o mandato, em virtude da nova proscrição do partido. Voltou para a clandestinidade e ocupou diversos cargos na direção partidária. Convidado pelo Comitê Central do Partido Comunista da China, passou os anos de 1953 e 1954 naquele país, a fim de conhecer de perto a então recente revolução comunista chinesa. Em março de 1964, ajudou a redigir o discurso proferido pelo marinheiro José Anselmo dos Santos, o “cabo Anselmo”, durante a Revolta dos Marinheiros. Em maio, após o golpe militar, foi baleado e preso por agentes do Departamento de Ordem Política e Social (DOPS) dentro de um cinema, no Rio. Libertado em 1965 por decisão judicial, no ano seguinte optou pela luta armada contra a ditadura, escrevendo A Crise Brasileira. Em dezembro de 1966, renunciou à Comissão Executiva Nacional do PCB. Em agosto de 1967, participou da I Conferência da Organização Latino-Americana de Solidariedade (OLAS), realizada em Havana, Cuba, a despeito da orientação contrária do PCB. Aproveitando a estada em Havana, redigiu Algumas Questões Sobre a Guerrilha no Brasil, dedicado à memória do guerrilheiro Che Guevara e tornado público pelo Jornal do Brasil em 5 de setembro de 1968. Foi expulso do partido em 1967 e em fevereiro de 1968 fundou o grupo armado Ação Libertadora Nacional (ALN), que no ano seguinte participaria do sequestro do embaixador norte-americano Charles Elbrick, em uma ação conjunta com o Movimento Revolucionário 8 de Outubro (MR-8).
A ALN continuou em atividade até o ano de 1974 e teve no seu comando Joaquim Câmara Ferreira, como sucessor de Marighella. Câmara Ferreira também foi morto por Fleury no ano seguinte. Os militantes mais atuantes em São Paulo eram Yuri Xavier Ferreira, Ana Maria Nacinovic Correa, Marco Antonio Valmont e Gian Mercer, que continuaram fazendo panfletagem contra a ditadura, até meados de 1972, quando também foram mortos numa emboscada no bairro paulistano da Mooca, ao saírem do restaurante Varela. Dezoito de seus militantes foram mortos e cinco foram considerados desaparecidos. O último líder da ALN foi Carlos Eugênio Paz, que sobreviveu auto exilando-se na França, voltando ao Brasil após a anistia.

## Assassinato

Marighella foi considerado o "inimigo número um" da ditadura

Com o recrudescimento do regime militar, os órgãos de repressão concentraram esforços em sua captura. Na noite de 4 de novembro de 1969, Marighella foi surpreendido por uma emboscada na alameda Casa Branca, na capital paulista, sendo morto a tiros por agentes do DOPS, em uma ação coordenada pelo delegado Sérgio Paranhos Fleury.
A proximidade de Marighella e de outros membros de organizações armadas com os frades Dominicanos no bairro das Perdizes, na Zona oeste da cidade de São Paulo, era conhecida por agentes norte-americanos desde dezembro de 1968, informada pelo frei Edson Braga de Souza. Os norte-americanos tomaram conhecimento das relações de Marighella com os frades através das investigações motivadas pelo assassinato de Charles Chandler em 1968.
Na noite de 1 de novembro de 1969 os frades Ivo e Fernando de Brito tomaram um ônibus para o Rio de Janeiro, onde eles tratariam do apoio a militantes vindos de Cuba. No dia seguinte foram presos e levados para o prédio do Ministério da Marinha, onde, no quinto andar, ficava a central de torturas do Cenimar. Após serem submetidos a violentas e bárbaras sessões de tortura comandas pelo delegado Sérgio Fleury, soube-se que os frades tinham um encontro marcado com Marighella para o dia 4 de novembro. Na madrugada de 4 de novembro, Fleury invadiu o convento dos Dominicanos e prendeu mais cinco frades.
Em uma emboscada preparada a partir das informações obtidas por meio da tortura dos religiosos, Fleury obrigou os frades a confirmar o encontro com Marighella, e o frade Fernando o fez. Tinham um código que auxiliou na emboscada: "Aqui é o Ernesto. Esteja hoje na gráfica". O encontro foi marcado na Alameda Casa Branca, uma rua próxima à Avenida Paulista, na cidade de São Paulo.
No dia do encontro, havia uma caminhonete com policiais e um automóvel, com supostos namorados (onde Sérgio Fleury disfarçou-se), além do fusca com Fernando e Ivo.
Ao chegar na Alameda, às 20h, dirigiu-se ao Fusca e entrou na parte traseira. Frei Ivo e Fernando saíram rapidamente do carro e se jogaram no chão. Percebendo a emboscada e reagindo ao tiroteio iniciado por Fleury imediatamente reagiu à prisão e foi morto. Segundo Elio Gaspari, Marighella portava um revólver Taurus calibre .32 com cinco balas. Já de acordo com Mário Magalhães, Marighella estava desarmado. Ambos os autores narram que Marighella estava com cápsulas de cianeto de potássio.
Além de Marighella, outras três pessoas foram atingidas na emboscada:
- Estela Borges Morato, investigadora do DOPS, morta.[25]
- Friederich Adolf Rohmann, protético que passava pelo local, morto.[25]
- Rubens Tucunduva, delegado envolvido na emboscada, ficou ferido gravemente.[5][25]

Em 14 de maio de 2024, o Ministério Público Federal (MPF) denunciou cinco ex-agentes da ditadura militar por envolvimento na morte de Carlos Marighella. Quatro agentes foram denunciados por homicídio qualificado e um por falsidade ideológica por laudo do Instituto Médico Legal (IML).

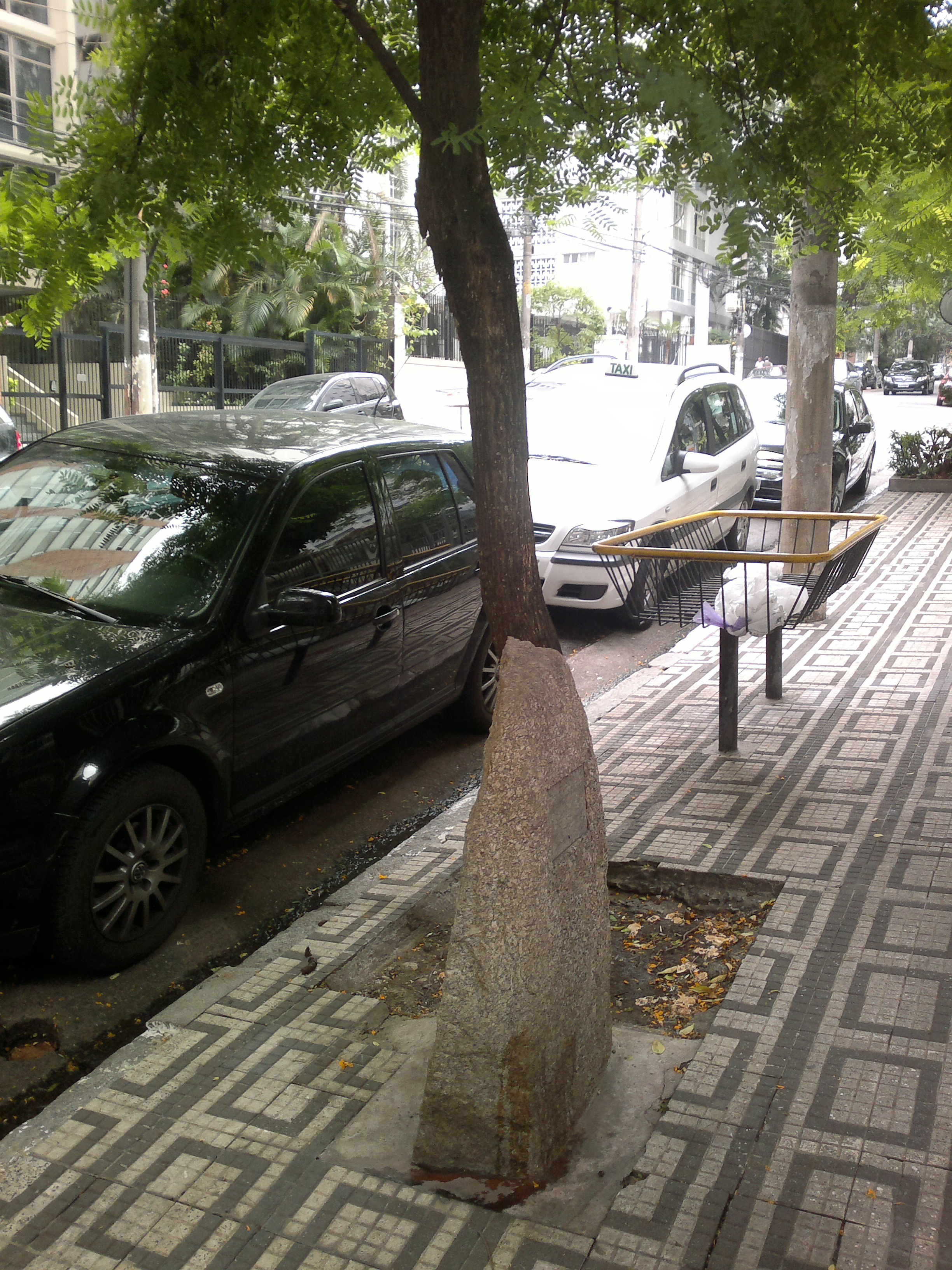
Monumento instalado na Alameda Casa Branca, em São Paulo, que homenageia Marighella, morto nas imediações. A placa frontal foi arrancada

## Anistia póstuma
Em 1996, o Ministério da Justiça reconheceu a responsabilidade do Estado pela sua morte; em 7 de março de 2008 foi decidido que sua companheira Clara Charf deveria receber pensão vitalícia do governo brasileiro apesar de a família de Marighella não ter solicitado reparação econômica, apenas o reconhecimento da perseguição ao militante.
Em 2012, depois das apurações da Comissão Nacional da Verdade, o ministro da justiça, José Eduardo Cardozo, oficializou a anistia post mortem de Marighella.
Em novembro de 2013, a Comissão da Verdade realizou ato em homenagem ao aniversário de 44 anos da morte de Marighella. O tributo foi na alameda Casa Branca e contou com a presença da viúva do guerrilheiro, Clara Charf. Ela considerou o tributo importante para conscientizar as pessoas do que houve naquela rua, onde seu marido fora assassinado.

## Obra

### Poesias
Marighella escrevia poesias e, aos 21 anos, durante as aulas de engenharia divertia professores e colegas fazendo provas em verso. Da mesma forma, compôs em versos ataques ao interventor baiano Juracy Magalhães, fato que lhe valeu sua primeira prisão, seguida de tortura, em 1932. Ainda na prisão, desta feita em 1939, ele compôs o poema "Liberdade":
"(...)E que eu por ti, se torturado for,
possa feliz, indiferente à dor,
morrer sorrindo a murmurar teu nome.".
Sua obra poética está reunida no livro Rondó da Liberdade.

### Minimanual do Guerrilheiro Urbano
Uma das mais divulgadas obras de Marighella, o Minimanual do Guerrilheiro Urbano foi escrito em junho de 1969, para servir de orientação aos movimentos revolucionários. Circulou em versões mimeografadas e fotocopiadas, algumas diferentes entre si, sem que se possa apontar qual é a original. Nesta obra, detalhou táticas de guerrilha urbana a serem empregadas nas lutas contra governos ditatoriais.

### A crise brasileira
Trabalho teórico no qual analisa a conjuntura nacional a partir da estrutura de classes do Brasil e critica o PCB por resguardar-se de qualquer atividade consequente, acomodado na ideia de um processo eleitoral limpo, e, ao mesmo tempo, refratário ao divórcio da chamada "burguesia".

### Outros escritos políticos
Alguns escritos políticos de Marighella, embora redigidos por ele em português, ganharam primeiro uma edição em outra língua, devido à censura imposta a obras do gênero pelo regime militar brasileiro. É o caso de Pela Libertação do Brasil, que, em 1970, ganhou uma versão  na França financiada por grupos marxistas.
Estão disponíveis em português: Alguns Aspectos da Renda da Terra no Brasil (1958), Algumas Questões Sobre as Guerrilhas no Brasil (1967) e Chamamento ao Povo Brasileiro (1968).[carece de fontes?]

## Legado

### Filmes
- Marighella - Retrato Falado do Guerrilheiro (Brasil, 2001, 55 min) - Direção: Sílvio Tendler[41][42]
- É Preciso Não Ter Medo - Relatos de Carlos Marighella (Brasil, 2005, 31 min) Direção: Silvia Melo e Tayra Vasconcelos[43]
- Batismo de Sangue (Brasil, 2006, 110 min) - Direção: Helvécio Ratton, com Marku Ribas no papel do guerrilheiro.[44]
- Marighella (Brasil, 2012, 100 min) - Direção: Isa Grinspum Ferraz[45]
- Marighella (Brasil, 2019, 155 min) - Direção: Wagner Moura; interpretado por Seu Jorge.[46]

### Músicas
- Mil Faces de um Homem Leal (Marighella) - Racionais MC's[47]
- Um Comunista - Caetano Veloso[48]
- Carlos e Tereza - El Efecto[49]